# Mésoaméricaniste
Un mésoaméricaniste est un chercheur, généralement professionnel, spécialiste de la Mésoamérique. Archéologue, anthropologue, ethnologue, historien, historien de l'art ou linguiste, ses recherches portent souvent sur une culture mésoaméricaine en particulier.

## Mésoaméricanistes remarquables
- Ignacio Marquina (1888-1981)
- Paul Kirchhoff (1900-1972)
- Paul Gendrop (1931-1987)
- Eric Taladoire (1946- )
- Mary Ellen Miller (1952- )
- Brigitte Faugère (1958- )
- Pascal Mongne
- David Stuart (1965- )